# Bristow Helicopters
Bristow Helicopters Limited es un operador británico de helicópteros civiles, con sede original en el Aeropuerto de Aberdeen, Escocia, que actualmente forma parte del Bristow Group (NYSE: VTOL), con sede en Estados Unidos, cuya sede corporativa se encuentra en Houston, Texas, Estados Unidos. En 2020, el Bristow Group se fusionó con Era Helicopters, un importante operador de helicópteros comerciales con sede en Estados Unidos que anteriormente era una división de Era Aviation, y ambas compañías continuaron utilizando el nombre Bristow.
Bristow Helicopters fue fundada por Alan Bristow en junio de 1955; dos años después, adquirió su primer par de helicópteros: el Westland Widgeon. La compañía se expandió rápidamente al extranjero, ofreciendo diversos servicios, como entrenamiento de helicópteros, exploración petrolera, búsqueda y rescate y vuelos chárter. Tras su entrada en el mercado africano en 1960, Nigeria se convirtió en la principal fuente de ingresos de Bristow durante la década de 1970. Con su entrada en el mercado del Mar del Norte, también en la década de 1960, Bristow se convirtió en el principal empleador del Aeropuerto de Aberdeen durante la década de 1980 y operaba la mayoría de los vuelos transoceánicos en el Mar del Norte. La empresa sufrió repetidos cambios de propiedad durante las décadas de 1980 y 1990, lo que llevó a su adquisición por el operador estadounidense de helicópteros Offshore Logistics en 1996, que cambió su nombre a Bristow Group en febrero de 2006.
Bristow Helicopters Limited posee una Licencia de Operación Tipo A de la Autoridad de Aviación Civil del Reino Unido, lo que le permite transportar pasajeros, carga y correo en aeronaves de 20 asientos o más. La división estadounidense de Bristow es una aerolínea aprobada por la Administración Federal de Aviación (FAA) según la Parte 135.  El 11 de mayo de 2019, Bristow Group se acogió al Capítulo 11 de la Ley de Quiebras, lo que afectó a sus operaciones en Norteamérica, pero no modificó sus operaciones en el extranjero. Tras una agresiva expansión económica a principios de la década, la demanda se redujo a medida que caían los precios del petróleo crudo y la deuda total de Bristow Group ascendía a 1.440 millones de dólares al 30 de septiembre de 2018. Bristow completó la venta de Eastern Airways en el Reino Unido el 10 de mayo y aún quiere vender su participación en Airnorth de Australia, con la esperanza de obtener 230 millones de dólares en total.

## Historia
Bristow Helicopters Limited remonta sus orígenes a los emprendimientos del inventor y empresario británico Alan Bristow. Antiguo piloto de pruebas de la Royal Navy y de Westland Helicopters, Bristow decidió invertir sus ganancias en la creación de varias empresas, siendo la primera de ellas Air Whaling Ltd. En junio de 1955, fundó Bristow Helicopters Limited tras obtener un contrato con Shell para proporcionar tripulaciones de helicópteros en apoyo a plataformas petroleras en el Golfo Pérsico. En 1957, recibió otro contrato de BP, lo que permitió a la empresa adquirir sus propios helicópteros, un par de Westland Widgeon. Ese mismo año, al darse cuenta de que pocas empresas podían permitirse servicios en helicóptero, Bristow comenzó a buscar trabajo a nivel internacional, iniciando operaciones en Irán y Bolivia.
En 1960, la compañía entró en el mercado africano mediante la adquisición de la empresa de fumigación aérea Fison-Airwork, con presencia también en América Central y el Reino Unido. Bristow abandonó las actividades de fumigación para centrarse en trabajos de exploración petrolera en Nigeria para Shell; al comenzar la Guerra de Biafra en 1967, contaba con 11 helicópteros en Nigeria, con base en Port Harcourt. Durante el conflicto, Bristow ayudó a evacuar trabajadores petroleros hacia Fernando Poo; a pesar de los riesgos, mantuvo operaciones reducidas en Lagos y Warri. Esta decisión le dio una ventaja sobre sus competidores cuando las petroleras regresaron tras el conflicto. En los años 70, Nigeria fue el principal centro de beneficios de la empresa, con contratos de Shell, Mobil, Texaco y otras compañías.
A mediados de los años 60, Bristow entró en el mercado del mar del Norte, siendo el segundo operador de helicópteros (después de BEA Helicopters) en establecerse en Aberdeen, Escocia. Desde el 17 de febrero de 1965, operó el helicóptero de 10 plazas Westland Wessex 60 para dar soporte a plataformas marítimas. Durante los años 70, Bristow expandió su base de Aberdeen, operando vuelos desde Aeropuerto de Dyce, y en 1972 asignó helicópteros Sikorsky S-61N a Aeropuerto de Sumburgh para operaciones offshore de Shell. A finales de esa década, operaba más de 30 vuelos diarios desde Sumburgh y brindaba mantenimiento continuo. En los años 80, era el mayor empleador en el aeropuerto de Aberdeen y transportaba casi 400.000 pasajeros y 2.300 toneladas de carga anualmente.

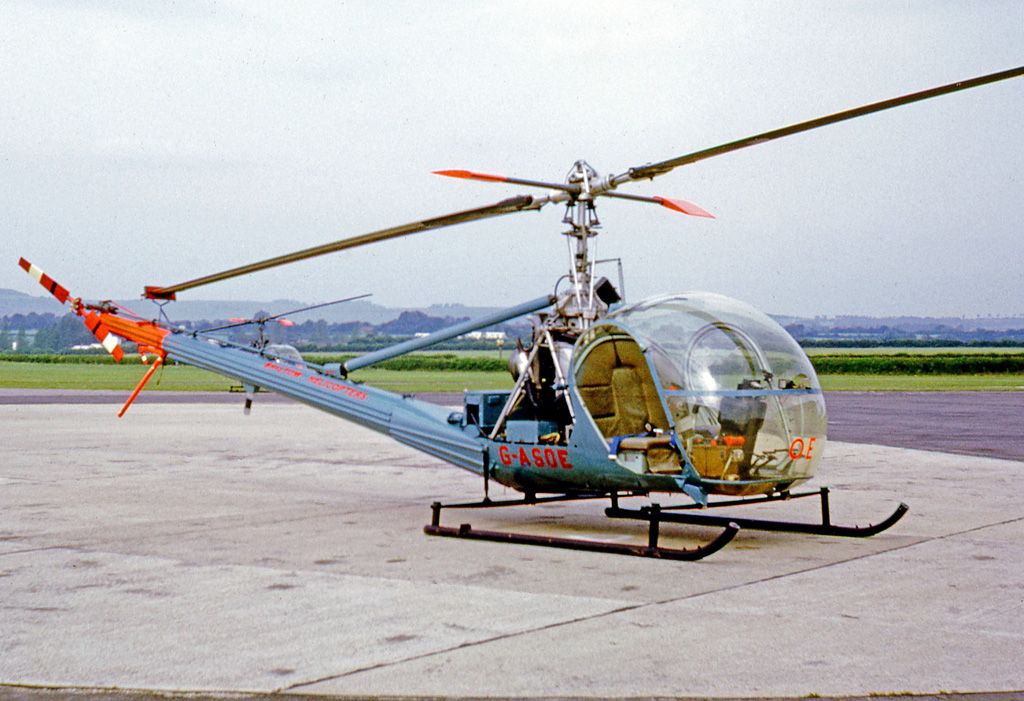
Hiller UH-12C de entrenamiento utilizado por Bristow para el Ejército británico

 Otro pilar importante fue la formación de pilotos. En 1961, Bristow comenzó a entrenar pilotos de helicóptero para la Royal Navy en el Aeródromo de Redhill, Surrey, y luego obtuvo contratos de formación en India, Australia y Nueva Zelanda. En 1970, estableció una empresa conjunta de formación en Irán, cancelada tras la Revolución iraní de 1979. En los años 60, operó helicópteros Hiller UH-12 desde AAC Middle Wallop para entrenar a pilotos del Cuerpo Aéreo del Ejército.[cita requerida] En 1986, comenzó a formar pilotos extranjeros en Redhill, en un programa que más tarde se conoció como Bristow Academy. También formó personal de tierra y desde 1986 patrocinó estudiantes del Nigerian College of Aviation Technology en Zaria.
En 1971, Bristow empezó a ofrecer servicios de búsqueda y rescate (SAR) civiles en el Reino Unido desde RAF Manston reemplazando helicópteros Westland Whirlwind con Sikorsky S-55 operados por la empresa. El uso de una empresa privada para SAR generó protestas públicas, y tras tres años, las operaciones fueron devueltas a la RAF Coastal Command. Bristow reanudó SAR en 1983 desde Sumburgh para la Agencia Marítima y de Guardacostas (MCA), contrato que mantuvo hasta 2007 y recuperó en 2013. También operó bases en Stornoway, Lee-on-Solent y Portland. Entre sus misiones, participó en el rescate de sobrevivientes del desastre de la plataforma Piper Alpha.

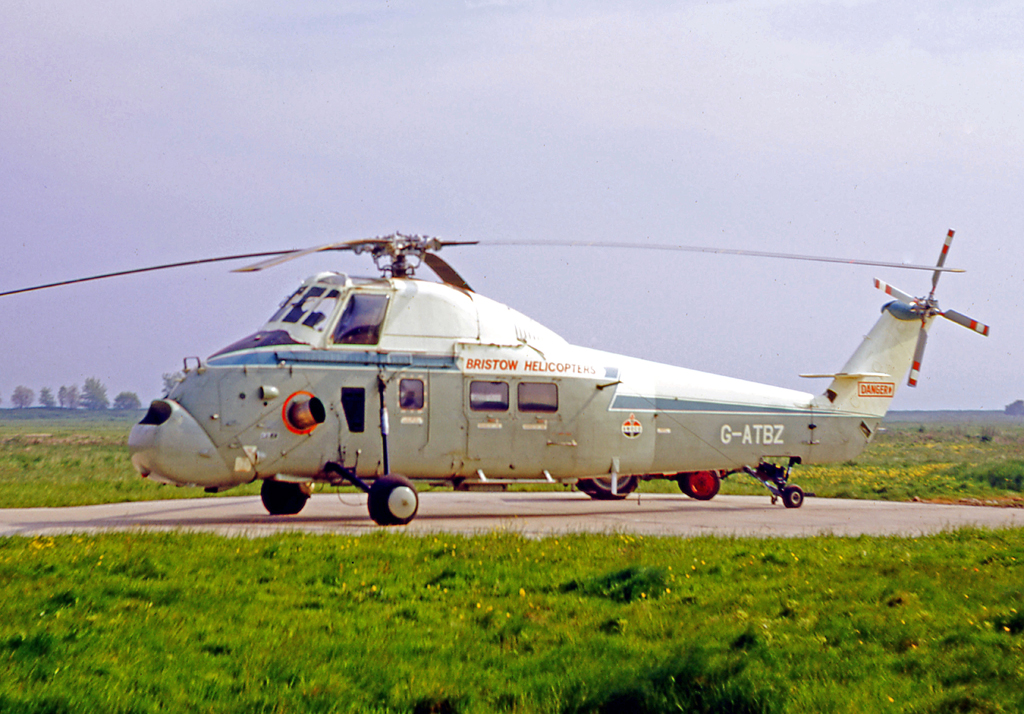
Helicóptero Wessex 60 de Bristow en 1970

 A inicios de los años 70, su flota estaba compuesta por helicópteros Westland Wessex, Westland Whirlwind, Bell 206 y algunos aviones Britten-Norman BN-2 Islander. En los años 80, los Wessex fueron retirados y la flota pasó a incluir Bell 206, Bell 212 y Sikorsky S-76, entre otros. Bristow fue el primer operador europeo del Sikorsky S-76. También colaboró con Aérospatiale en el diseño del Super Puma, que introdujo como "Tiger" en su flota. En 1982, incorporó los primeros de un pedido récord de 35 unidades.
En sus primeras tres décadas, Bristow expandió sus servicios más allá del transporte, incluyendo formación, SAR, carga y vuelos charter. También logró presencia global en el mar del Norte, Medio Oriente, Sudamérica, África, Asia, India, Bermudas, Trinidad, Australia y Nueva Zelanda.
La empresa pasó por varios cambios de propiedad. En 1985, fue adquirida por British and Commonwealth Holdings plc. Ese mismo año, Alan Bristow se retiró de la gestión activa. En 1988, pasó al Bricom Group mediante una compra por la gerencia. En julio de 1990, Bricom fue comprada por la empresa de inversiones escandinava Rochfield. En 1991, una nueva compra liderada por el director Bryan Collins devolvió la propiedad a manos británicas.
En 1996, fue adquirida por Offshore Logistics, empresa estadounidense de helicópteros offshore que operaba como Air Logistics en el Golfo de México y Alaska. En febrero de 2006, Offshore Logistics cambió su nombre a Bristow Group. En enero de 2010, Bristow anunció el retiro de la marca Air Logistics para sus operaciones en el Golfo.
En abril de 2007, Bristow compró Helicopter Adventures, escuela de vuelo en Florida, que pasó a llamarse Bristow Academy. La compra incluyó la mayor flota civil del mundo de helicópteros Schweizer.
En enero de 2019 se anunció que Bristow adquiriría Columbia Helicopters por 560 millones de dólares, pero la operación fue cancelada y Bristow pagó una penalización de 20 millones.
En abril de 2022, Bristow anunció la compra de British International Helicopters en una transacción totalmente en efectivo. La venta se completó el 2 de agosto de 2022 e incluyó aeronaves, empleados y contratos existentes. La marca BIH será eliminada progresivamente y sustituida por la del Bristow Group.

## Operaciones actuales

### Empresas conjuntas
Además de sus operaciones internacionales de propiedad total, Bristow Group mantiene acuerdos de servicio e intereses accionarios en operadores de helicópteros en Brasil, Canadá, Colombia, Egipto, Kazajistán, Turkmenistán, México, Noruega, Rusia (Sajalín) y el Reino Unido. Esto le permite ampliar su gama de servicios a mercados de petróleo y gas nuevos o en desarrollo, además de ayudar a reducir costes en algunas regiones operativas. Los socios incluyen:
- Cougar Helicopters[18]

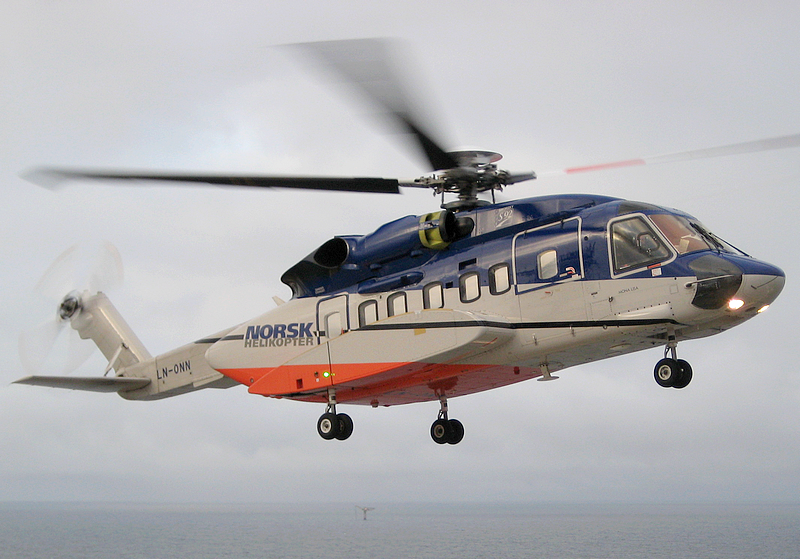
Esquema de Norsk Helikopter

- Helicópteros Nacionales de Colombia, Helicol S.A., Colombia
- Petroleum Air Services, Egipto
- Atyrau Bristow Airways Services (ABAS), Kazajistán
- Turkmenistan Helicopters Limited, Turkmenistán
- Heliservicio Campeche, México
- Norsk Helikopter, Noruega - ahora Bristow Norway
- Sakhalin Bristow Air Services, también conocida como Aviashelf, Sajalín, Rusia
- FBH Limited, Reino Unido

### Ala fija
Bristow tiene participación mayoritaria en Eastern Airways, aerolínea regional del Reino Unido que opera aviones regionales a reacción y turbohélice, y en Airnorth, con base en Australia, que también opera aeronaves regionales de ala fija. Ambas compañías ofrecen vuelos regulares de pasajeros, vuelos de enlace para la industria del petróleo y gas, y servicios charter.
Aunque no se trata de una empresa conjunta, en 2015 Bristow y AgustaWestland acordaron desarrollar capacidades offshore y de búsqueda y rescate para el AW609, un convertiplano. Esto podría simplificar un viaje típico desde Clapham Common a una plataforma petrolera con una sola aeronave. Bristow tiene la intención de adquirir más de 10 unidades del convertiplano.

### Búsqueda y rescate

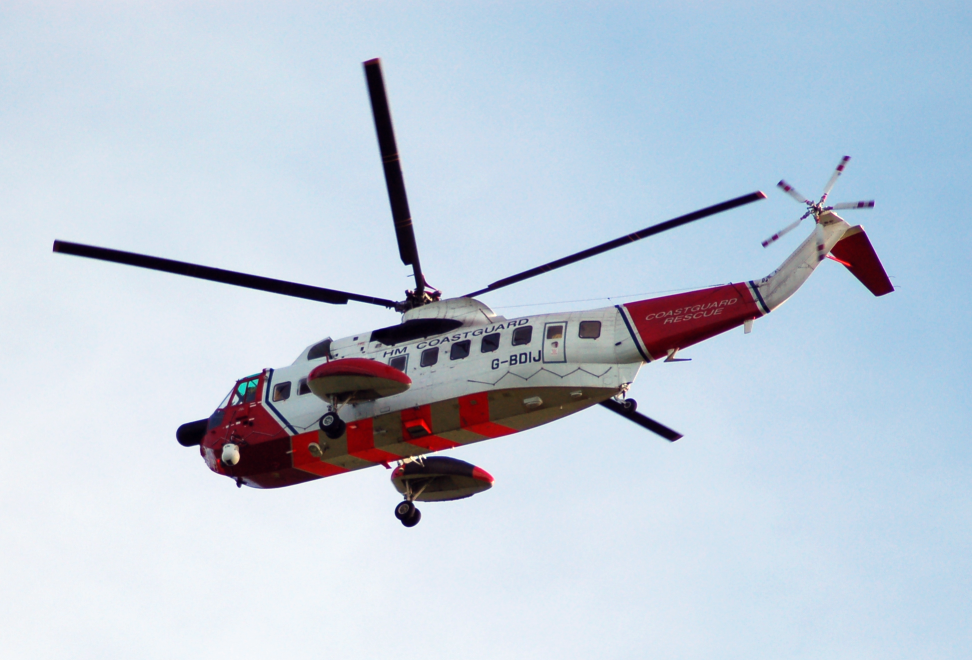
Sikorsky S-61N operando para la HM Coastguard

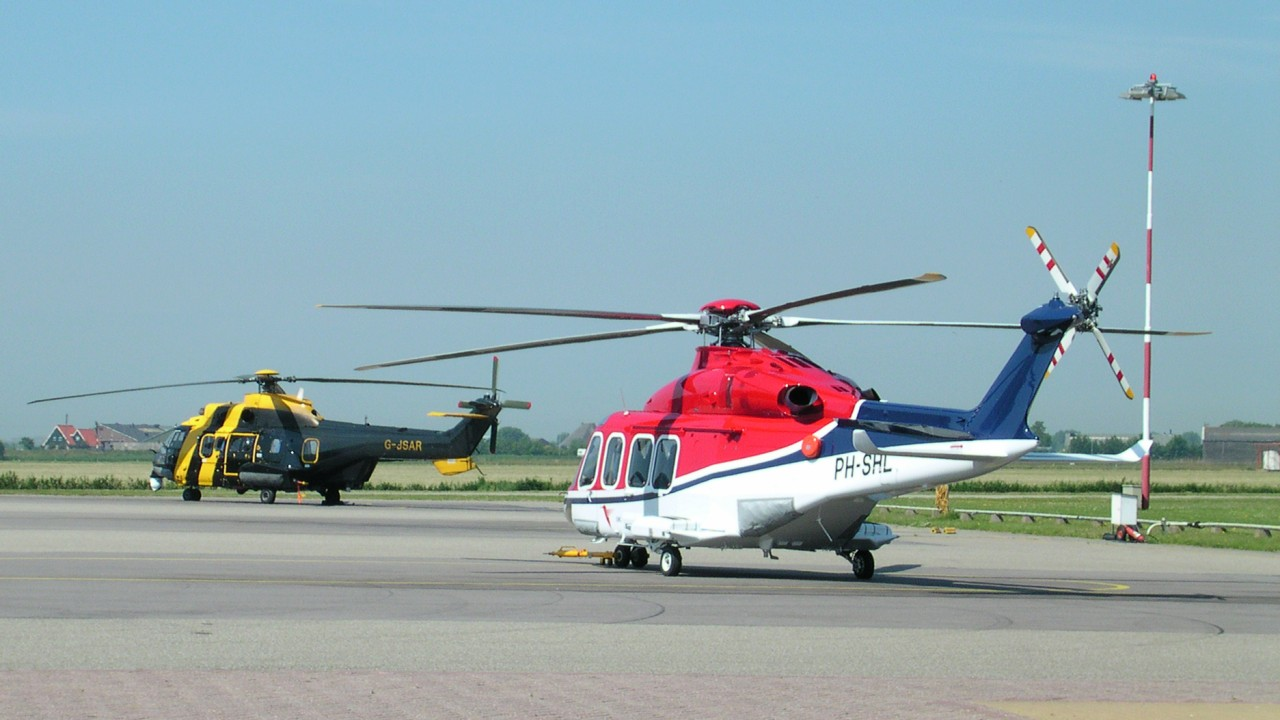
Helicóptero Bristow (G-JSAR) en De Kooy Airfield. G-JSAR era un helicóptero de búsqueda y rescate.

Bristow operó helicópteros Sikorsky S-61N en nombre de HM Coastguard, el servicio de guardacostas del Reino Unido, hasta julio de 2007. Luego se inició un periodo de transición de 12 meses durante el cual CHC Helicopter asumió el contrato con nuevas aeronaves.
Bristow operó cuatro bases de búsqueda y rescate (SAR) dedicadas en el Reino Unido para HM Coastguard. Las unidades estaban ubicadas en Portland (EGDP) y Lee-on-Solent (EGHF) en la costa sur de Inglaterra, en Stornoway (EGPO) en las Hébridas Exteriores, y en Sumburgh (EGPB) en las Islas Shetland.
Los servicios en el norte del mar del Norte se operaban desde Aberdeen (EGPD), Scatsta (EGPM) y Stavanger (ENZV).
En el sur del mar del Norte se operaba desde Norwich (EGSH), Humberside (EGNJ) y Den Helder (EHKD), con apoyo logístico desde Redhill (EGKR).
Los S-61N de Bristow llevaban a cabo misiones SAR desde el Aeropuerto de Den Helder en nombre de la industria del petróleo y gas.
El 26 de marzo de 2013, Bristow recibió un contrato de 10 años para operar las misiones de búsqueda y rescate del Reino Unido, que entonces estaban a cargo de CHC Helicopter (para HM Coastguard), la Royal Air Force y la Royal Navy. Actualmente, Bristow opera helicópteros AgustaWestland AW189 y Sikorsky S-92 en apoyo a este contrato.
Como parte de su adquisición de British International Helicopters, Bristow también opera helicópteros de apoyo y búsqueda y rescate desde RAF Mount Pleasant en las Islas Malvinas. Se utilizan dos helicópteros Sikorsky S-92 para transporte militar cotidiano y apoyo logístico en tierra, dado que hay pocas carreteras y un tramo de 12 milla (19,3 km) de mar separa las dos islas principales. Las misiones SAR se realizan con dos helicópteros AW189.
En julio de 2022 se anunció que Bristow había sido adjudicataria de un segundo contrato de búsqueda y rescate por diez años.

## Flota
Bristow opera una gran flota de más de 450 helicópteros y aeronaves, que incluye filiales no consolidadas y socios de empresas conjuntas. Bristow pretende reducir la variedad de la flota de 24 tipos de helicópteros a seis. Para aviones a reacción y turbohélice de ala fija de la subsidiaria Airnorth, consulte Airnorth.

## Incidentes
- El 4 de abril de 1967, el 5N-ABQ, un Scottish Aviation Twin Pioneer Serie 1, se estrelló en Nigeria durante una aproximación con un solo motor.[cita requerida]
- El 13 de agosto de 1981, el G-ASWI, un Westland Wessex 60, perdió potencia en la caja de engranajes del rotor principal y se descontroló durante una autorrotación. El vuelo transportaba a 11 trabajadores del campo de gas Leman a Bacton, Norfolk. Todos los ocupantes fallecieron.[27][28]
- El 14 de septiembre de 1982, el G-BDIL, un Bell 212, se estrelló en el mar del Norte cerca de la plataforma petrolera Murchison durante una misión SAR nocturna.
- El 4 de julio de 1983, el G-TIGD, un Aerospatiale AS332L Super Puma, se estrelló durante el aterrizaje en Aberdeen. En la aproximación desde la plataforma North Hutton, se escuchó un fuerte golpe seguido de vibraciones severas. La tripulación emitió una señal PAN. Poco antes de aterrizar se perdió el control y el helicóptero impactó de lado contra la pista. Diez de los dieciséis pasajeros sufrieron heridas graves. Una tapa del fuselaje se desprendió en vuelo y dañó las cinco palas del rotor de cola. El desequilibrio provocó la separación del rotor de cola y la pérdida de control.[cita requerida]
- En 1984, el G-BJJR, un Bell 212, se estrelló con pérdida de dos tripulantes durante una aproximación a la plataforma Cecil Provine.[cita requerida]
- El 5 de diciembre de 1991, el VR-BIG, un Aerospatiale SA-330J Puma, amerizó en Mermaid Sound, Dampier, Australia Occidental, tras recoger personal de un buque LNG en condiciones VFR nocturnas. Entró en estado de anillo de vórtice. Flotó durante más de dos horas.[cita requerida]
- El 14 de marzo de 1992, el G-TIGH, un Tiger (Super Puma de Bristow), perdió altitud y se estrelló mientras transportaba pasajeros de la plataforma Cormorant Alpha al flotel Safe Supporter. De los 16 ocupantes (dos tripulantes y catorce pasajeros), murieron uno de los pilotos y diez pasajeros.[cita requerida]
- El 19 de enero de 1995, el G-TIGK, un Super Puma AS-332L operando el Vuelo 56C de Bristow Helicopters, fue alcanzado por un rayo entre Aberdeen y plataformas del mar del Norte. Transportaba a 16 trabajadores petroleros al campo Brae. Todos los ocupantes sobrevivieron.[cita requerida]
- El 16 de julio de 2002, el G-BJVX, un Sikorsky S-76A de Bristow (con base en Norwich), se estrelló en el sur del mar del Norte mientras volaba entre la plataforma Clipper y la plataforma de perforación Global Santa Fe Monarch, tras lo cual debía regresar al aeropuerto de Norwich. Volaba a unos 320 pies (97,5 m) cuando testigos oyeron “un fuerte estallido” y observaron al helicóptero descender bruscamente al mar. Murieron los once ocupantes (dos tripulantes y nueve empleados de Shell). El cuerpo de uno de ellos nunca fue recuperado.[cita requerida]
- El 22 de noviembre de 2006, el G-JSAR, un Eurocopter Super Puma SAR, amerizó en el mar del Norte. Operaba desde Aeropuerto de Den Helder en los Países Bajos para empresas petroleras. Todos a bordo sobrevivieron sin lesiones.[29]
- El 12 de agosto de 2015, el 5N-BGD, un Sikorsky S76C+ que regresaba a Lagos desde una plataforma offshore con diez trabajadores petroleros, se estrelló en la laguna de Lagos cerca del puente de 11,8 km de largo que conecta el continente con la isla. El helicóptero estaba a cinco minutos de aterrizar en el aeropuerto de Murtala Muhammed. Murieron cuatro trabajadores y los dos tripulantes; seis personas fueron rescatadas con vida.[cita requerida]

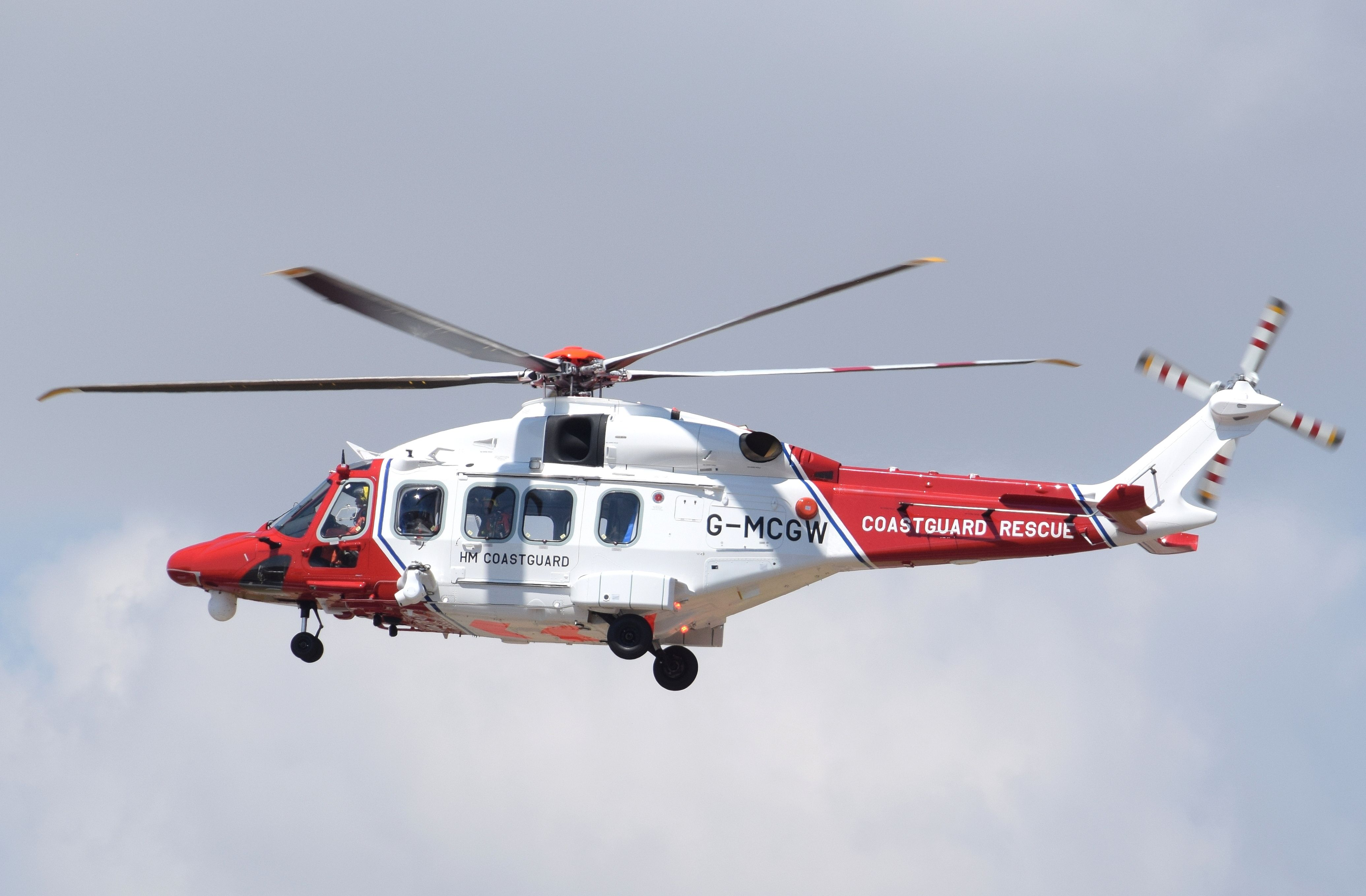
Helicóptero AgustaWestland AW189 de la guardia costera del Reino Unido, operado por Bristow Helicopters, en el RIAT 2018, Inglaterra